# Mathieu Razanakolona
Mathieu Razanakolona (Montréal, 2 agosto 1986) è un ex sciatore alpino malgascio, portabandiera del Madagascar durante la cerimonia di apertura dei XX Giochi olimpici invernali di Torino 2006 e, fino a Soči 2014, unico malgascio ad aver preso parte a un'edizione dei Giochi olimpici invernali.

## Biografia
Figlio di una cittadina canadese e di un malgascio e residente nella provincia del Québec, competeva nelle gare di slalom gigante e slalom speciale. Attivo in gare FIS dal dicembre del 2004, il 24 gennaio 2006 corse la sua unica gara in Coppa del Mondo, a Schladming in Austria, senza concludere la prima manche dello slalom gigante in programma.
Primo malgascio a partecipare ai Giochi olimpici invernali, fu l'unico rappresentante del Madagascar ai XX Giochi olimpici invernali di Torino 2006 in Italia dove, dopo esser stato portabandiera durante la cerimonia di apertura, si classificò 39° nello slalom gigante e non concluse lo slalom speciale. La FIS gli aveva concesso in quell'occasione una wild card per poter partecipare ai Giochi. Disputò la sua ultima competizione, una gara FIS a Le Relais in Canada, nell'aprile di quello stesso anno.